# Chiesa dei Santi Rocco, Fabiano e Sebastiano (Cavedine)
La chiesa dei Santi Rocco, Fabiano e Sebastiano è un luogo di culto a Brusino, frazione di Cavedine in Trentino. Appartiene alla zona pastorale di Riva e Ledro dell'arcidiocesi di Trento e risale al XVI secolo.

## Storia

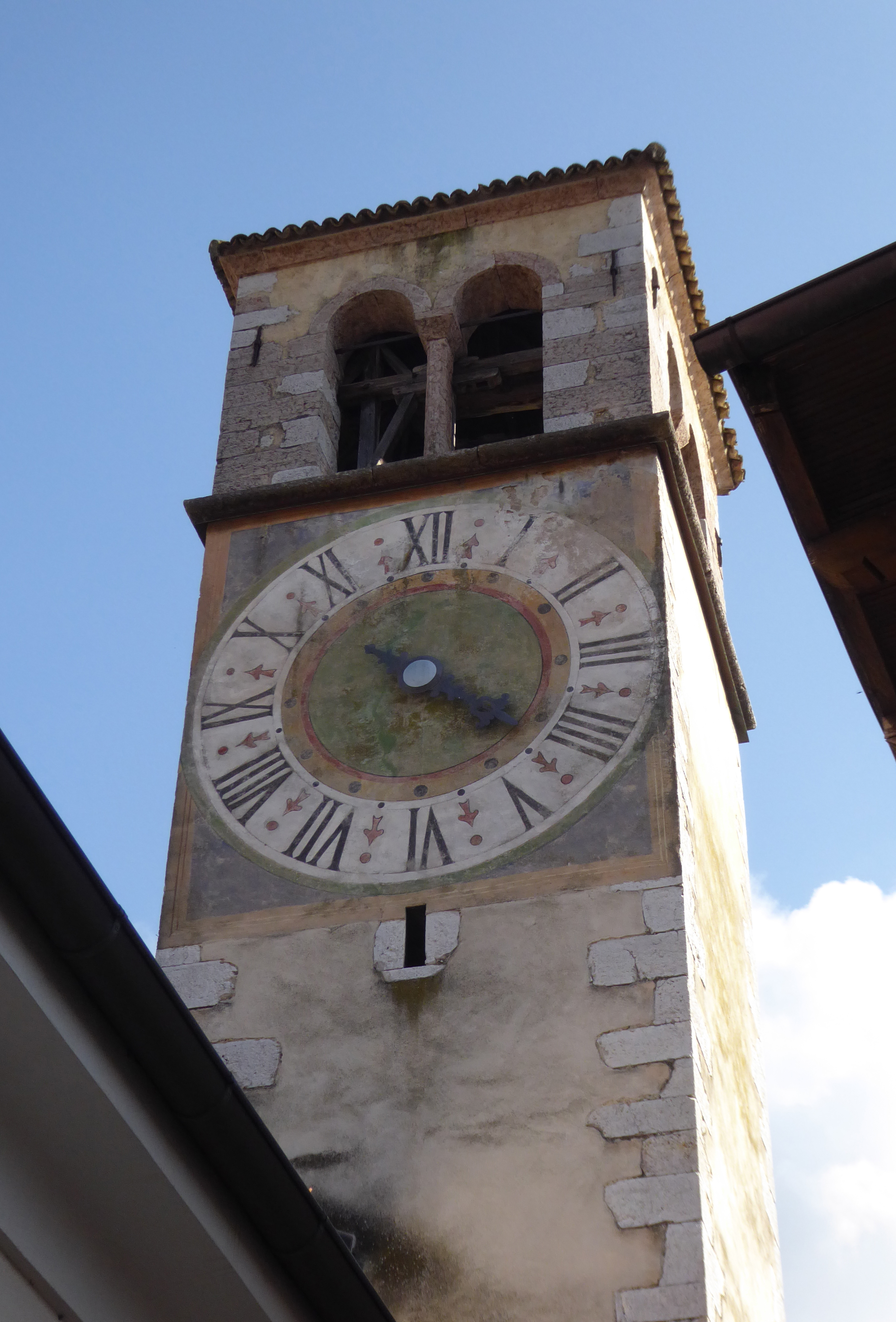
Particolare della torre campanaria.

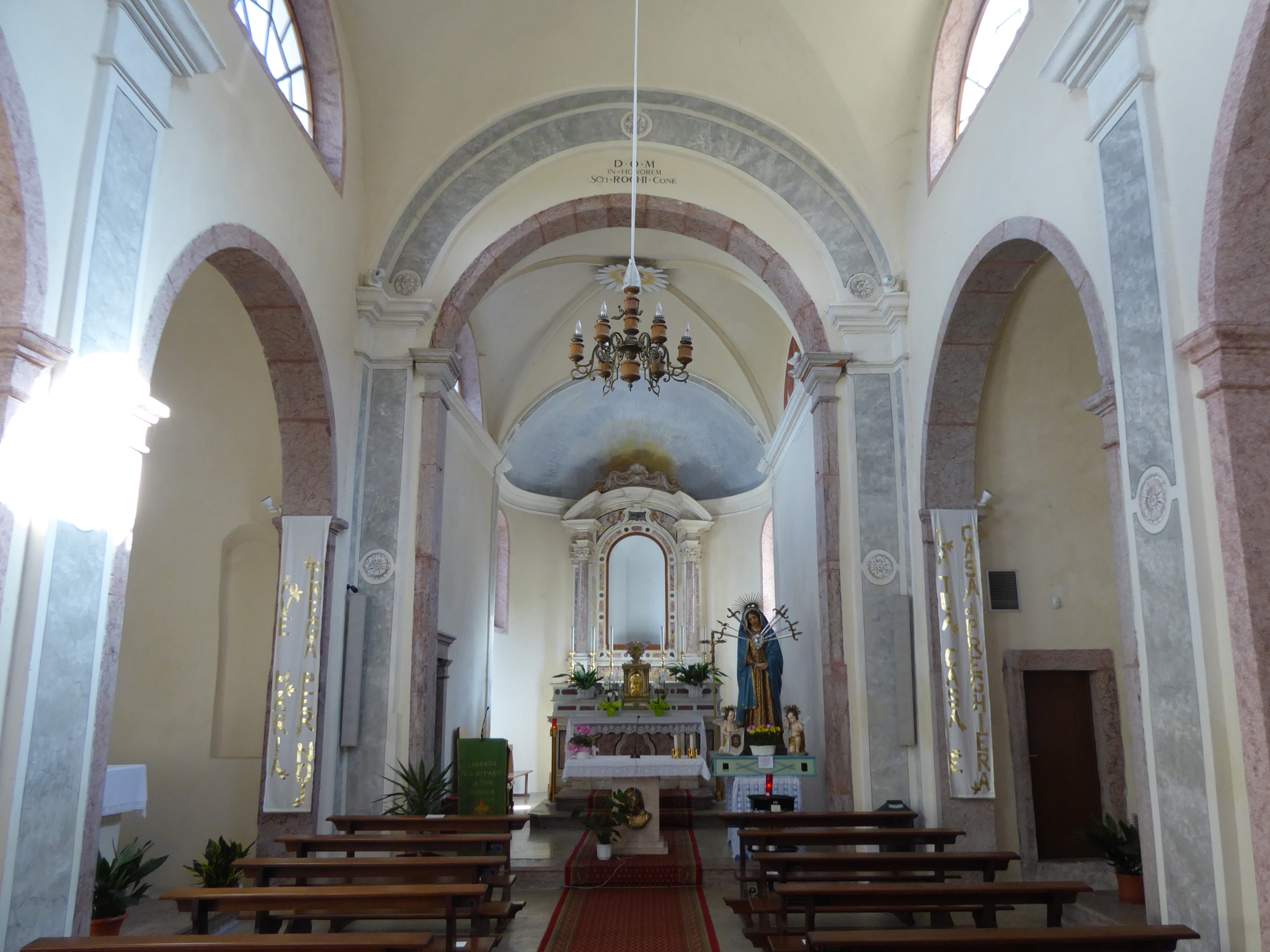
Interno

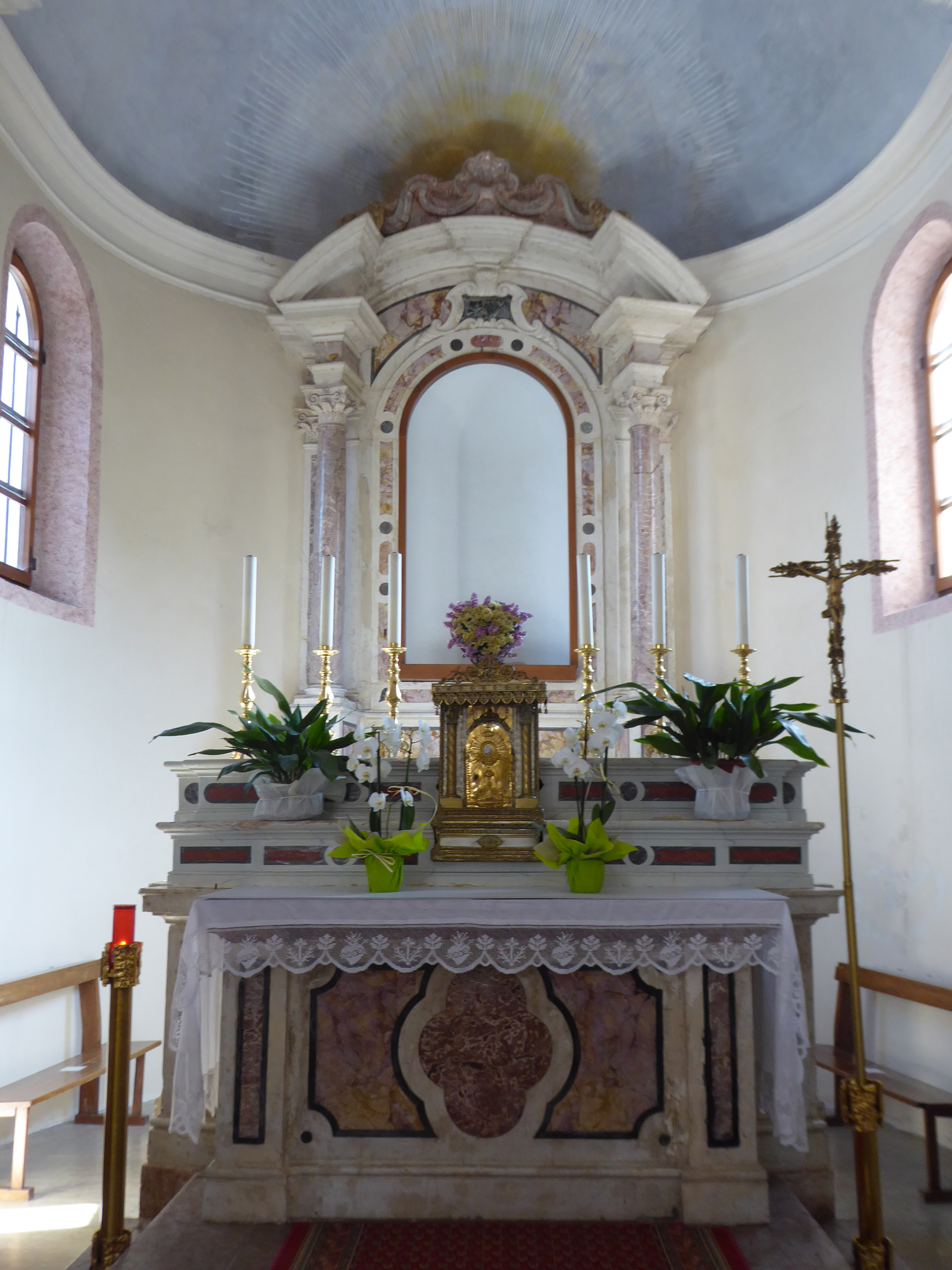
Presbiterio con altare maggiore.

La chiesa fu la parrocchiale originale di Brusino ed ha origini medievali. La sua prima citazione si trova negli atti della visita pastorale del principe vescovo di Trento Bernardo Clesio del 1537. La solenne consacrazione fu celebrata nel 1539 e in quel primo momento come titolari vennero indicati solo i Santi Fabiano e Sebastiano.
Tra il 1560 e il 1597 il primitivo edificio venne ampliato e intanto, a partire dal 1575, dopo l'epidemia di peste che colpì il territorio, venne dedicata anche a San Rocco e la grande devozione per quest'ultimo ha portato talvolta ad indicarla semplicemente come chiesa di San Rocco. Fu restaurata in varie occasioni, tra  il 1875 e il 1876 e poi tra il 1901 e il 1902.
Quando la nuova parrocchiale della comunità venne consacrata, nel 1954, l'edificio fu abbandonato e per vari anni venne utilizzato come deposito. Solo nel 1977 è stato deciso il suo restauro che ha reso possibile la sua successiva riapertura al culto.

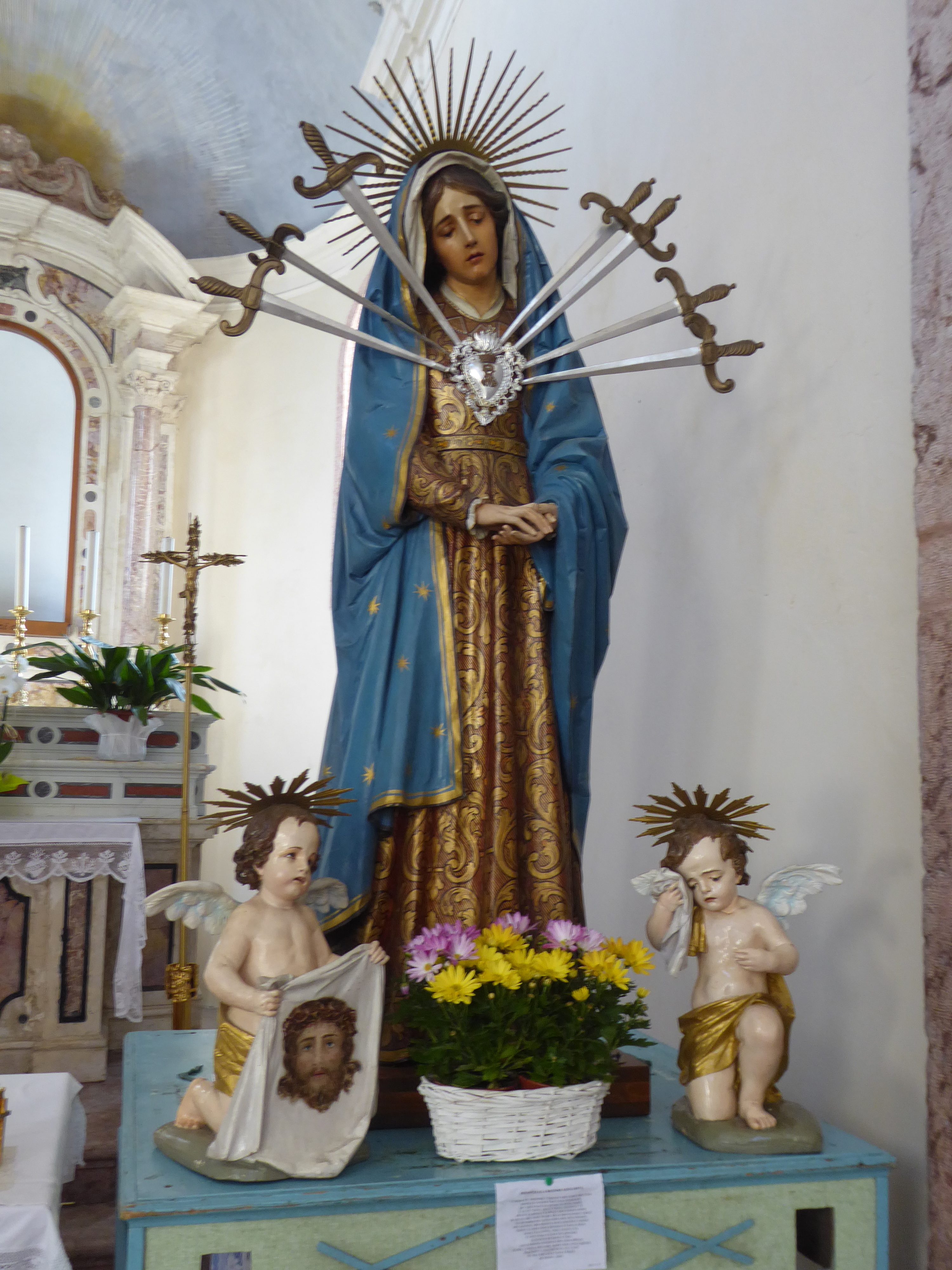
Statua dei Sette Dolori o della Madonna Addolorata.

L'adeguamento liturgico venne realizzato nel 1986. La mensa verso il popolo si trova al centro del presbiterio ed ha forma di tavolo in pietra. L'ambone è posizionato sulla sinistra, la sede del celebrante si trova sulla destra dell'altare maggiore storico, che mantiene il tabernacolo per la custodia eucaristica. 

## Descrizione

### Esterni
La chiesa si trova nella parte inferiore dell'abitato di Brusino e mostra orientamento tradizionale verso est. La facciata a salienti si apre col portale architravato e ai lati vi sono due grandi finestre con arco a tutto sesto. Sotto il frontone curvilineo si apre il grande rosone che porta luce alla sala. La torre campanaria romanica si trova in posizione arretrata sulla destra. La cella si apre con quattro ampie finestre a bifora. Caratteristico è il grande orologio con un'unica lancetta.

### Interni
Le navate interne sono tre ed il presbiterio è leggermente sopraelevato. Dal 2001 la chiesa conserva la statua che raffigura la Madonna Addolorata, opera novecentesca di Giuseppe Moroder e copia della scultura presente nel duomo di Trento.